# Канадська профспілка автобудівників
Канадська профспілка автопрацівників (англ. Canadian Auto Workers — CAW) була однією з найбільших профспілок Канади.
Офіційна повна назва спілки — (англ. National Automobile, Aerospace, Transportation and General Workers Union of Canada) — «Національна автомобільна, аерокосмічна, транспортна та загальна спілка працівників Канади».
У 2013 році об'єдналася з Communications, Energy and Paperworkers Union of Canada, утворивши нову профспілку Unifor. Хоча створена на великих автозаводах провінції Онтаріо в містах Віндзор, Бремптон, Оуквілл, Сейнт-Кетерінс і Ошава, вона розширювався, і зараз він включає працівників майже у кожному секторі економіки. Президентами CAW були Боб Вайт (1985—1992), Базз Харгров (1992—2008) і Кен Льювенза (2008—2013).